# Reinette Ananas

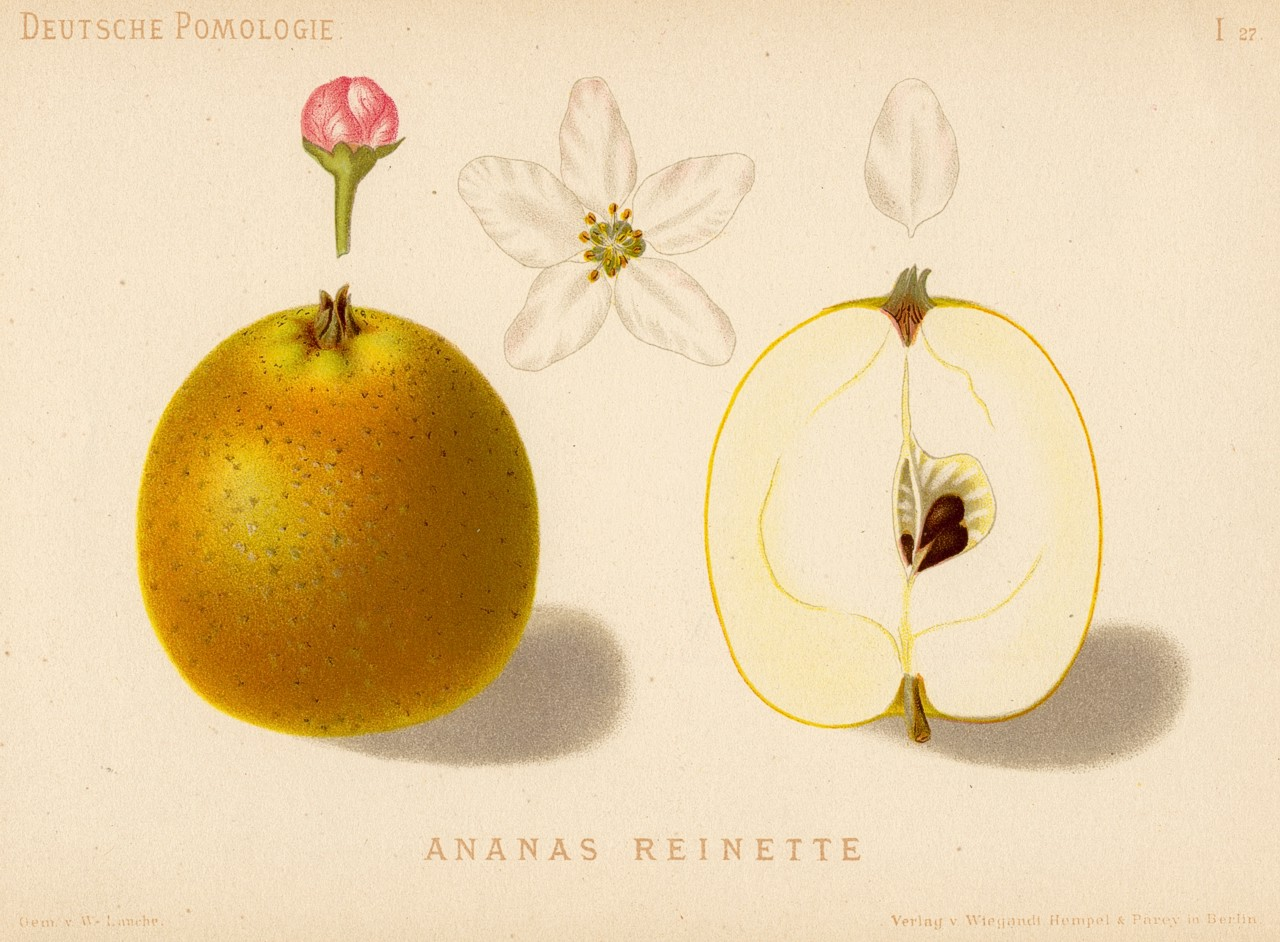

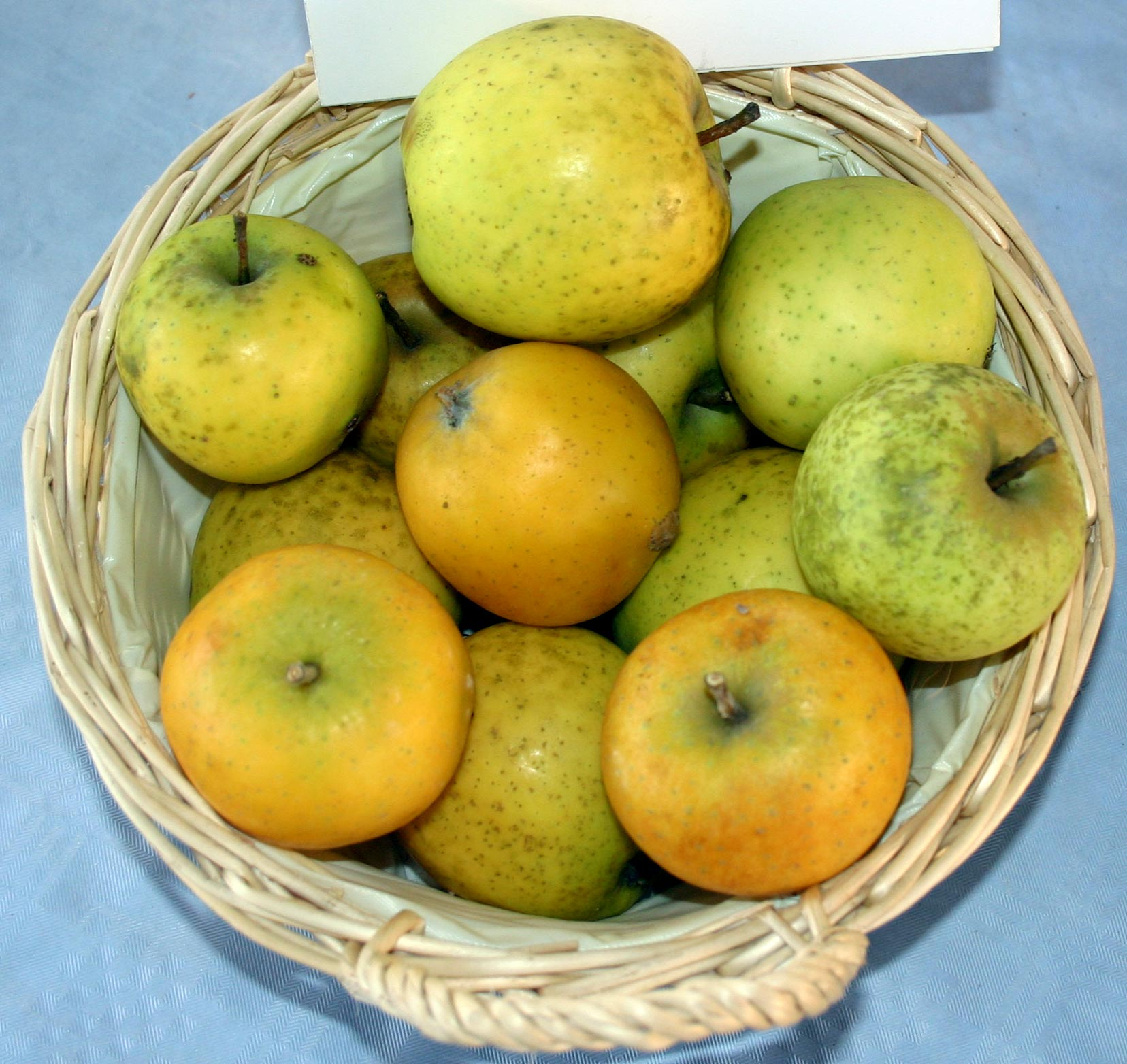

La Reinette Ananas est une variété de pomme obtenue aux Pays-Bas vers 1820.
Ne pas confondre avec la pomme Ananas.

## Description du fruit
La reinette Ananas est une pomme assez petite, de forme conique allongée, à fine peau jaune ayant tendance au vert ponctué de marron et de gris. Nombreuses lenticelles en étoiles bien délimitées.
Sa chair est blanc-jaune, tendre, juteuse, avec un parfum d'ananas à maturité.

## Parenté
Descendant(s);
- Freiherr von Berlepsch[3]
- Roter Berlepsch

## Pollinisation
- Variété diploïde
- Groupe de Floraison: B[4]; elle atteint la pleine floraison 3 jours avant Golden Delicious
- pollinisateurs: mieux pollinisée par Cortland, Empire, Belfleur Kitika, Golden Delicious, Grenadier, James Grieve, Lobo, Belle fleur jaune.

## Culture
- Fructification : croissance de type spur[5]
- Récolte : fin octobre
- Consommation : jusqu'à mi-février.

Le 'Reinette Ananas' est un arbre très fertile mais peu vigoureux. Il doit être taillé court.
Cette variété sera greffée de préférence sur porte-greffe nain pour obtenir de beaux fruits. En haute tige, mieux vaut le greffer en tête.
Elle est peu sensible à la tavelure du pommier.